# Warren O. Arnold
Warren Otis Arnold, född 3 juni 1839 i Coventry i Rhode Island, död 1 april 1910 i Westerly i Rhode Island, var en amerikansk politiker (republikan). Han var ledamot av USA:s representanthus 1887–1891 och 1895–1897.
Arnold efterträdde 1887 Charles H. Page som kongressledamot och efterträddes 1891 av företrädaren Page. Han tillträdde 1895 på nytt som kongressledamot och efterträddes 1897 av Adin B. Capron.
Arnold är begravd på Acotes Hill Cemetery i Glocester i Rhode Island.